# Pucnik
Pucnik (dodatkowa nazwa w j. niem. Simsdorf) – przysiółek wsi Domecko w Polsce położona w województwie opolskim, w powiecie opolskim, w gminie Komprachcice stanowiący część wsi Domecko.